# Muntanyes Murree
Les muntanyes Murree (Murree Hills) són una cadena muntanyosa en part de pedra grisa i terra roja que corren al sud-oest del tehsil de Murree per la vall del Jhelum, al límit nord del districte de Rawalpindi, al Pakistan. Els punts més elevats superen els tres mil metres, just al darrere de la ciutat de Murree, continuant cap a la regió hazara fins a Caixmir. La vegetació és abundant amb roures i pins, i amb fèrtils valls sota, amb un fons de muntanyes nevades de Caixmir a la part nord; més al sud l'altura és menor però també tenen bona vegetació i abunden el cultius. Hi ha les ruïnes d'algunes fortaleses d'antic caps ghakkars o de senyors sikhs. Finalment a la part més al sud, fins al límit meridional del districte, les muntanyes són baixes i donen pas al bosc; els turons són rodons i l'escenari més uniforme; només una línia estreta de turons separa el riu Jhelum de la plana. La més septentrional de les serralades de muntanyes, corra a uns 15 km al nord de Rāwalpindi i arriba fins a 3 km a l'oest del pas de Margalla i la carretera del Grand Trunk (Grand Trunk Road). Al pas de Margalla hi ha un monument en memòria del general John Nicholson mort en l'atac a Delhi, que es pot veure des d'uns quants km a cada costat del pas; hi ha també una font notable. Llavors la serralada es troba amb una altra, la de Chitta Pahar, que entra al districte de Rawalpindi des de la part de l'Indus.